# Agher

Agher (en irlandais, Achair) est un townland qui donne son nom à un carrefour dans le comté de Meath, en Irlande.
Il se situe à 3 km au sud-ouest de Summerhill.

## Le domaine d'Agher
C'était le siège de la famille Winter et il y avait un certain nombre de dépendances, de jardins et de vergers. La résidence était située dans un domaine d'environ 350 acres. On dit que les habitations du domaine étaient très agréables, prouvant la considération du propriétaire Winter pour le confort de ses locataires et employés.

### La maison Agher
Agher House fait face à l'est avec une aile du côté sud. Les jardins comprenaient des arbres et des arbustes, avec un étang à l'ouest de la maison. [réf. nécessaire]
Les Winters avaient de nombreux domestiques dont un majordome, un cuisinier, une femme de ménage et des femmes de chambre ainsi qu'un cocher, un charpentier et un jardinier. Au début des années 1930, le colonel Winter vendit le domaine à l'Irish Land Commission. La Commission foncière a divisé la terre entre les populations locales et des personnes de l'ouest et du sud de l'Irlande. La Commission a essayé de vendre la maison mais n'a pu obtenir aucune offre et en 1947, une décision a été prise de la démolir par explosion contrôlée. Les gravats ont été poussés dans le sous-sol de l'ancien manoir et une maison moderne a été construite à côté. Le site conserve certaines caractéristiques originales comme l'entrée, les pavillons, les bureaux extérieurs et la cour de ferme

## L'église

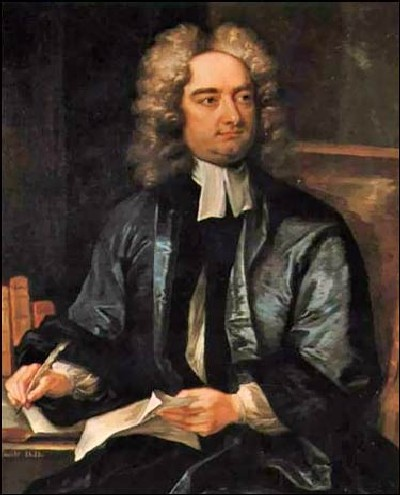
Jonathan Swift.

C'est l'église locale  anglicane. Elle abrite un vitrail remarquable réalisé par Thomas Jervais. Il s'agit du deuxième vitrail de fabrication irlandaise connu.
Le sujet, inhabituel, est saint Paul prêchant aux Athéniens au sommet de la colline de Mars, à l'extérieur de la cour d'Aréopage. La fenêtre a été à l'origine érigée dans la chapelle privée du château de Dangan voisin, l'ancienne demeure seigneuriale et siège de la famille Wellesley (la maison d'enfance d'Arthur Wellesley, 1er duc de Wellington), qui a brûlé en 1809. La fenêtre fut présentée à Agher par la famille O'Connor qui occupait alors Dangan. Peu de temps après la construction de la nouvelle église d'Agher, Samuel Winter a érigé un caveau funéraire familial dans le cimetière. L'église d'Agher a été reconstruite en 1902. L'histoire de l'église remonte à 1407, lorsque le révérend W. Edwards et le révérend N. Vale faisaient partie du clergé.
Le poète, écrivain politique et pasteur Jonathan Swift (1667–1745) a été recteur de l'église « Church of Ireland » à Agher.
Le cimetière adjacent contient les tombes de la famille Winter qui a fourni le terrain sur lequel l'église a été construite en 1802. Les membres de la famille O'Higgins qui descendaient des barons de Ballynary  dans le comté de Sligo et dont Bernardo O'Higgins du Chili était un parent sont également enterrés au cimetière d'Agher.
L'église d'Agher fait partie de l'Union des paroisses de Rathmolyon et Dunboyne. Le recteur en est le révérend Eugene Griffin.

## Sports
Summerhill Golf Club est un parcours de golf de 9 trous situé à l'extrémité de Rathmolyon de la zone proche du domaine de Rahinstown. Il appartient à la famille Nangle. En 2013, le capitaine était Joe Crowe.
Le club local d'Agher est le Park Celtic Summerhill. Formé à l'origine dans les années 1980 sous le nom de Agher Park FC, avec une seule équipe jouant dans la Meath and District League, le club est passé à 12 équipes en 1995. Agher Park FC a fusionné en 2009 avec un autre club local Summerhill Celtic pour devenir Park Celtic Summerhill.